# Rising de Phoenix
Pour les articles homonymes, voir Phoenix Rising.
Maillots
Dernière mise à jour : 24 février 2025.
Le Rising de Phoenix (en anglais : Phoenix Rising) est une franchise de football (ou soccer) professionnel basée à Phoenix, dans l'État de l'Arizona, fondée en 2014. La franchise évolue en USL Championship, le deuxième niveau dans la hiérarchie nord-américaine.

## Histoire

### Repères historiques
- 2014 : fondation du club sous le nom du Arizona United SC
- 2017 : le club est renommé Phoenix Rising

### Débuts de l'Arizona United SC (2014-2016)

Logo du Arizona United SC de 2014 à 2016.

Le 13 mars 2014, Kyle Eng, propriétaires de Arrowhead Agency, lance la franchise baptisée Arizona United SC. Celle-ci prend la place du Phoenix FC en USL Pro après que la formation de Phoenix ait annoncé l'arrêt de ses activités la veille,,. En quelques semaines seulement, la franchise se dote d'une administration et d'un encadrement technique en plus de s'assurer d'un stade où évoluer. L'entraîneur adjoint des Terrapins du Maryland, une des plus prestigieuses équipes universitaires, Michael Dellorusso, est nommé entraîneur-chef de la franchise le 28 mars 2014.
Arizona United s'incline pour sa première rencontre face au Oklahoma City Energy FC par la marque de 4-0 le 12 avril 2014. Après cette déception, les joueurs l'emportent contre le Republic de Sacramento la semaine suivante (2-1), Brandon Swartzendruber inscrivant le premier but de l'histoire de la franchise à la 37e minute de jeu tandis que le joueur prêté par le FC Dallas, Jonathan Top, marque le but décisif à cinq minutes du terme de la rencontre. Une série de quatre victoires dans les cinq dernières rencontres de la saison régulière permet à la formation de l'Arizona de passer de la treizième à la neuvième position mais ces efforts sont insuffisants pour accéder aux séries éliminatoires. Pour le bilan de sa saison 2014, l'équipe participe à 28 rencontres de saison régulière, manquant de peu les séries éliminatoires et atteint le quatrième tour de la Lamar Hunt US Open Cup 2014,.
Lors de leur première participation en Lamar Hunt US Open Cup en 2014, Arizona United avance jusqu'au quatrième tour, le plus long parcours dans la compétition de la part d'une équipe d'Arizona. Entrant au second tour, les joueurs l'emportent sur les Portland Timbers U23s (PDL) sur le score de 3-2 le 13 mai,. Au tour suivant, ils défont Oklahoma City Energy FC, franchise de USL Pro par 2-1 en prolongations le 28 mai au Peoria Sports Complex grâce à un but décisif de Bradlee Baladez à la 112e minute,. Finalement, le parcours de l'équipe se termine contre le Galaxy de Los Angeles le 18 juin lorsque la rencontre se termine 2-1 en faveur des joueurs de Californie,. 
Le 16 décembre 2014, la franchise signe un contrat de location d'une année pour jouer ses rencontres au Scottsdale Stadium. Le 9 février suivant, un partenariat d'affiliation d'un an est signé avec le FC Dallas pour faciliter les prêts entre les deux formations,. Au terme de la saison 2015, Arizona United termine à la dixième position dans la conférence Ouest avec un bilan de 10-2-16 mais se distingue par plusieurs distinctions individuelles. Le 25 septembre, après ces résultats difficiles, il est décidé de ne pas prolonger le contrat de Michael Dellorusso.
Dans l'entre-saison qui suit, Brett M. Johnson rachète une part minoritaire et prend la présidence de la franchise le 9 décembre 2015. Peu après, Frank Yallop, entraîneur ayant mené les Earthquakes de San José à leurs titres en Coupe MLS en 2001 et 2003, est annoncé comme étant le nouvel entraîneur du club pour les trois prochaines années. Les mouvements continuent à la tête de la franchise en début d'année 2016 quand un groupe d'investisseurs issus du monde musical et menés par le disc jockey Diplo achètent eux aussi une part minoritaire du club le 27 janvier 2016,. En revanche, aucun accord de prolongement n'est trouvé pour retourner sur la pelouse du Scottsdale Stadium pour la saison 2016, Arizona United retourne alors au Peoria Sports Complex.

### Renouveau (depuis 2017)
Le 31 août 2016, le fondateur de la franchise, Kyle Eng, revend ses parts majoritaires à un groupe d'investisseurs mené par Berke Bakay et David Farca, ce dernier est alors nommé président,. Après seulement trois mois, Farca démissionne de son poste le 22 novembre. Quelques jours plus tard, le 28 novembre 2016, la franchise est rebaptisée en Phoenix Rising par le nouveau groupe de propriétaires. Il est alors prévu que l'équipe lance sa saison 2017 au nouveau Phoenix Rising Soccer Complex, un stade entièrement destiné à la pratique du soccer à Tempe,.
Un premier gros partenariat est signé le 5 août 2019 avec le club turc de Galatasaray SK, qui permet une plus grande facilité d'échange entre les deux équipes, en termes de joueurs, ou de financement. De plus cela est d'une grande aide aux deux équipes car ce partenariat permet d'avoir une grande influence en Turquie pour la franchise de Phoenix, qui a déjà ramené des milliers de supporters turcs sur sa page Twitter, et cela permet à l'équipe de Galatasaray de s'ouvrir au public américain.

## Bilan par saison
| Saison | Niv. | Saison régulière | Saison régulière | Saison régulière | Saison régulière | Saison régulière | Saison régulière | Saison régulière | Position   | Position | Séries                        | US Open Cup    | Affl. moy. saison régulière | Affl. moy. séries éliminat. |
| Saison | Niv. | M                | V                | N                | D                | BP               | BC               | Pts              | Conf.      | Ligue    | Séries                        | US Open Cup    | Affl. moy. saison régulière | Affl. moy. séries éliminat. |
| ------ | ---- | ---------------- | ---------------- | ---------------- | ---------------- | ---------------- | ---------------- | ---------------- | ---------- | -------- | ----------------------------- | -------------- | --------------------------- | --------------------------- |
| 2014   | 3    | 28               | 10               | 5                | 13               | 32               | 47               | 33               | [ Note 2 ] | 9e/14    | Non qualifié                  | Quatrième tour | 2 395                       | N/Q                         |
| 2015   | 3    | 28               | 10               | 2                | 16               | 31               | 55               | 32               | 10e/12     | 19e/24   | Non qualifié                  | Deuxième tour  | 3 304                       | N/Q                         |
| 2016   | 3    | 30               | 9                | 7                | 14               | 40               | 46               | 34               | 13e/15     | 21e/29   | Non qualifié                  | Troisième tour | 1 470                       | N/Q                         |
| 2017   | 2    | 32               | 17               | 7                | 8                | 50               | 37               | 58               | 5e/15      | 6e/30    | Premier tour                  | Troisième tour | 6 127                       | N/A                         |
| 2018   | 2    | 34               | 19               | 6                | 9                | 63               | 38               | 63               | 3e/17      | 5e/33    | Finale                        | Deuxième tour  | 6 380                       | 7 609                       |
| 2019   | 2    | 34               | 24               | 6                | 4                | 89               | 36               | 78               | 1er/18     | 1er/36   | Demi-finale de conférence     | Deuxième tour  | 6 752                       | 7 095                       |
| 2020   | 2    | 16               | 11               | 2                | 3                | 46               | 17               | 35               | 2e/18      | 2e/35    | Finale non jouée              | Annulée        | 6 585                       | N/C                         |
| 2021   | 2    | 32               | 20               | 7                | 5                | 68               | 35               | 67               | 1er/15     | 2e/31    | Quart de finale de conférence | Non tenue      | 6 996                       | 8 234                       |

## Stades

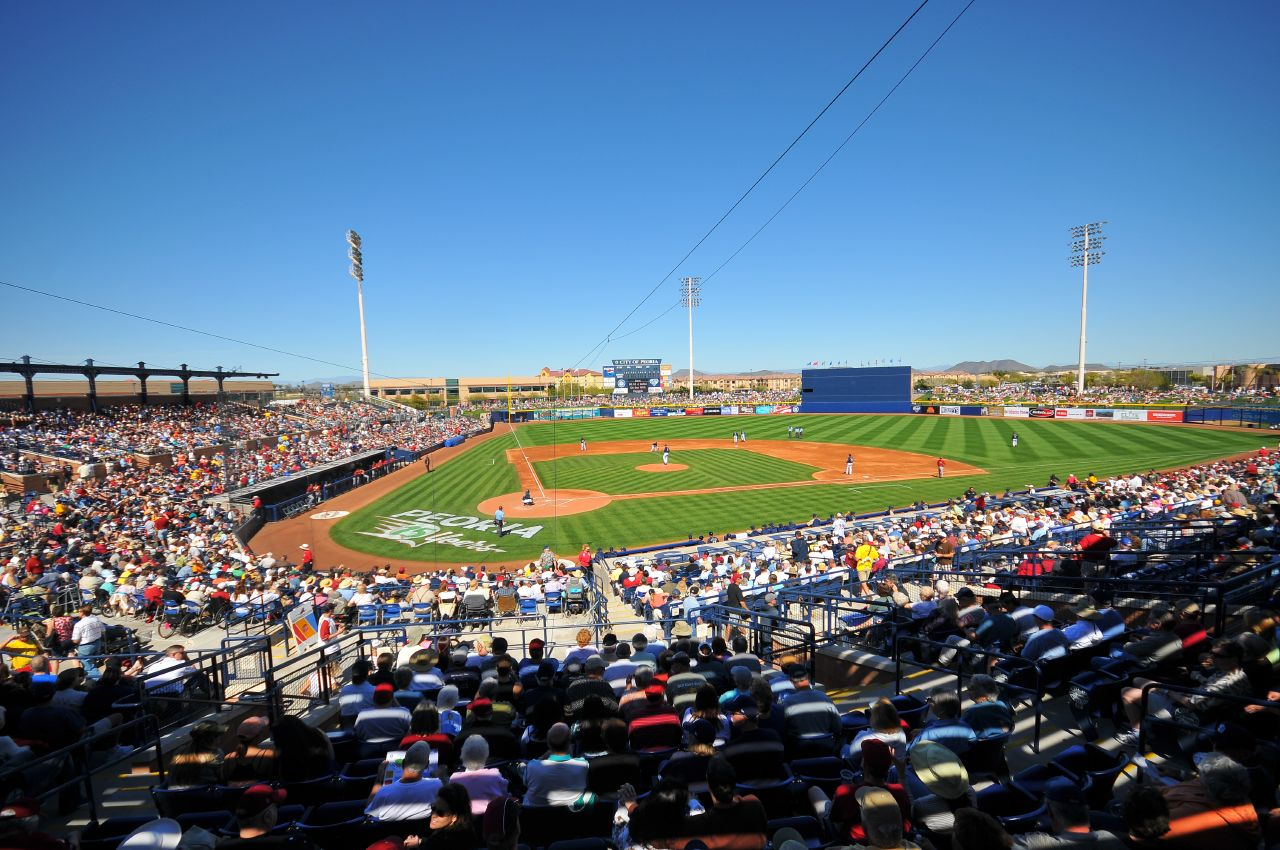
Le Peoria Sports Complex en configuration baseball en mars 2008.

- 2014 puis 2016 : Peoria Sports Complex à Peoria, Arizona (12 339 places).
- 2015 : Scottsdale Stadium à Scottsdale, Arizona (12 000 places).
- 2017-2020 : trad=Casino Arizona Field à Tempe, Arizona (6 200 places).
- À partir de 2021 : Wild Horse Pass Stadium à Chandler, Arizona (10 000 places).

## Effectif actuel

### Entraîneurs
Le tableau suivant présente la liste des entraîneurs du club depuis 2014.
| Rang | Entraîneur                  | Nationalité | Début            | Fin               | Matchs | Victoires | Nuls | Défaites | % victoires | Palmarès                                       |
| ---- | --------------------------- | ----------- | ---------------- | ----------------- | ------ | --------- | ---- | -------- | ----------- | ---------------------------------------------- |
| 1    | Michael Dellorusso (en)     | États-Unis  | 28 mars 2014     | 25 septembre 2015 | 60     | 22        | 7    | 31       | 36.67%      |                                                |
| 2    | Frank Yallop                | Canada      | 23 décembre 2015 | 24 avril 2017     | 36     | 12        | 7    | 17       | 33.33%      |                                                |
| 3    | Rick Schantz (en) (intérim) | États-Unis  | 24 avril 2017    | 21 mai 2017       | 5      | 2         | 0    | 3        | 40%         |                                                |
| 4    | Patrice Carteron            | France      | 22 mai 2017      | 12 juin 2018      | 39     | 20        | 13   | 6        | 51.28%      |                                                |
| 5    | Rick Schantz (en)           | États-Unis  | 12 juin 2018     | En poste          | 110    | 71        | 22   | 17       | 64.55%      | 1x Saison régulière de USL Championship (2019) |
| 6    | Gavin Blair (en) (intérim)  | États-Unis  | 3 octobre 2020   | 21 octobre 2020   | 3      | 3         | 0    | 0        | 100%        |                                                |

### Joueurs emblématiques
- Didier Drogba
- Shaun Wright-Phillips